# Ivana Popovic
Ivana Popovic (* 19. September 2000 in Sydney, New South Wales) ist eine australische Tennisspielerin.

## Karriere
Popovic, die am liebsten auf Hartplätzen spielt, begann im Alter von vier Jahren mit dem Tennissport. Sie spielt vor allem auf der ITF Women’s World Tennis Tour, wo sie bislang zwei Titel im Doppel gewinnen konnte.
2017 startete sie bei den Australian Open mit einer Wildcard sowohl im Juniorinneneinzel als auch mit ihrer Partnerin Lisa Mays im Juniorinnendoppel, schied aber in beiden Wettbewerben bereits in der ersten Runde aus.
2018 startete sie abermals bei den Australian Open, wo sie im Juniorinneneinzel abermals bereits in der ersten Runde scheiterte, im Juniorinnendoppel erreichte sie mit ihrer Partnerin Gabriella Da Silva Fick das Viertelfinale.
Für die Australian Open 2020 erhielt sie eine Wildcard für die Qualifikation, scheiterte aber bereits in der ersten Runde gegen Ana Bogdan mit 6:75 und 4:6. Bei den Caterpillar Burnie International startete sie abermals mit einer Wildcard für das Hauptfeld und setzte sich mit Siegen über die an Position eins gesetzte Sara Sorribes Tormo, Mai Hontama und Chihiro Muramatsu bis zum Viertelfinale durch und scheiterte erst im Halbfinale gegen ihre Landsfrau Sachia Vickery mit 4:6 und 2:6. Im Doppel startete sie mit Gabriella Da Silva Fick und erreichte das Viertelfinale. Bei den Prague Open startete sie mit einer Wildcard und verlor aber bei der offiziellen Qualifikation zu den US Open 2020 bereits in der ersten Runde gegen die an Position vier gesetzte Leonie Küng.
2021 erhielt sie eine Wildcard für die Qualifikation zu den Australian Open, verlor aber bereits in der ersten Qualifikationsrunde gegen Lessja Zurenko mit 6:2, 2:6 und 2:6. Bei den Gippsland Trophy 2021, ihrem ersten Turnier der WTA Tour erhielt sie zusammen mit ihrer Partnerin Abbie Myers eine Wildcard für das Hauptfeld des Damendoppel.

## Turniersiege

### Doppel
| Nr. | Datum           | Turnier        | Kategorie   | Belag | Partnerin         | Finalgegnerinnen                              | Ergebnis  |
| --- | --------------- | -------------- | ----------- | ----- | ----------------- | --------------------------------------------- | --------- |
| 1.  | 20. Juli 2019   | Aschaffenburg  | ITF $25.000 | Sand  | Tatiana Pieri     | Irene Burillo Escorihuela Despina Papamichail | 7:65, 6:4 |
| 8.  | 19. August 2023 | Vrnjačka Banja | ITF W25     | Sand  | Elena Milovanović | Diletta Cherubini Laura Hietaranta            | 6:4, 6:1  |